# Eremopoa
Eremopoa es un género de plantas herbáceas perteneciente a la familia de las poáceas. Es originario de Asia central y del Himalaya occidental.

## Etimología
El nombre del género se diriva del griego eremos (desierto, zona deshabitada) y poa (pasto, forraje), en alusión al lugar donde se encuentran las hierbas. 

## Citología
El número cromosómico básico del género es x = 7, con números cromosómicos somáticos de 2n = 14, 28 y 42, ya que hay especies diploides y una serie poliploide.  Cromosomas relativamente "grandes".

## Especies
- Eremopoa altaica (Trin.) Roshev.
  - Eremopoa altaica subsp. altaica
  - Eremopoa altaica subsp. oxyglumis (Boiss.) Tzvelev
  - Eremopoa altaica subsp. songarica (Schrenk) Tzvelev
- Eremopoa attalica H. Scholz
- Eremopoa bellula (Regel) Roshev.
- Eremopoa capillaris R.R. Mill
- Eremopoa glareosa Gamajun. ex Pavlov
- Eremopoa mardinensis R.R. Mill
- Eremopoa medica H. Scholz
- Eremopoa multiradiata (Trautv.) Roshev.
- Eremopoa nephelochloides Roshev.
- Eremopoa oxyglumis (Boiss.) Roshev.
- Eremopoa persica (Trin.) Roshev.
  - Eremopoa persica subsp. multiradiata (Trautv.) Tzvelev
    - Eremopoa persica var. nephelochloides Roshev.
    - Eremopoa persica var. oxyglumis (Boiss.) Grossh.
    - Eremopoa persica var. persica
    - Eremopoa persica var. songarica (Schrenk) Bor
    - Eremopoa persica var. typica Grossh.
- Eremopoa songarica (Schrenk) Roshev.